# Gurzil

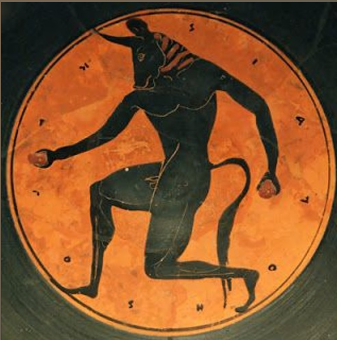
El gurzil

Gurzil fue una deidad bereber importante. Es conocido a partir de dos fuentes, el poema en latín Iohannis por el poeta romano cristiano del siglo VI Coripo y una inscripción neopúnica de Leptis Magna.
Según Coripo, los laguatan de Tripolitania llevaron una representación de Gurzil en forma de toro a la batalla contra los romanos cuando se rebelaron junto con los austurianos en el 546 d. C. Consideraban a Gurzil como hijo de Amón, presumiblemente el Amón cuyo templo estaba en Siwa, y de una vaca. Coripo también menciona ídolos de madera y metal, presumiblemente también imágenes de Gurzil. Después de varias batallas, los laguatan y sus aliados fueron derrotados. Ierna, líder y sumo sacerdote de los laguatan, fue asesinado mientras intentaba rescatar la imagen de Gurzil. La imagen fue destruida. La combinación de funciones reales y sacerdotales en Ierna no está atestiguada entre los antiguos bereberes.
La inscripción neopúnica está parcialmente dañada y se resiste a la interpretación. Las últimas cuatro letras de la primera línea deletrean el nombre de Gurzil, mientras que las primeras cuatro de la segunda línea deletrean «Satur». Si esto último es una referencia al dios romano Saturno, sugiere que fue equiparado con Gurzil según una interpretatio Romana. Este sería el único caso conocido de tal interpretación entre los bereberes. La inscripción puede leerse "[fulano de tal] dotó los gastos de Gurzil-Saturno".
El nombre de Gurzil puede detectarse en otras partes de la toponimia de Tripolitania. Un templo entre las ruinas de Gerisa (Ghirza) en Libia puede haber estado dedicado a Gurzil, y el nombre de la ciudad en sí puede incluso estar relacionado con su nombre. Según el escritor musulmán del siglo IX Abdallah al-Bakrī, había un lugar llamado Gherza en Tripolitania con un santuario en la cima de una colina que contenía un ídolo de piedra que adoraban las tribus bereberes de la región circundante.
La talla en relieve de un dios con cuernos en Volubilis se ha identificado provisionalmente como Gurzil. Esta sería la única evidencia de su adoración fuera de Tripolitania, pero esta identificación es altamente especulativa.